# Land- und Stadtgericht Ratibor

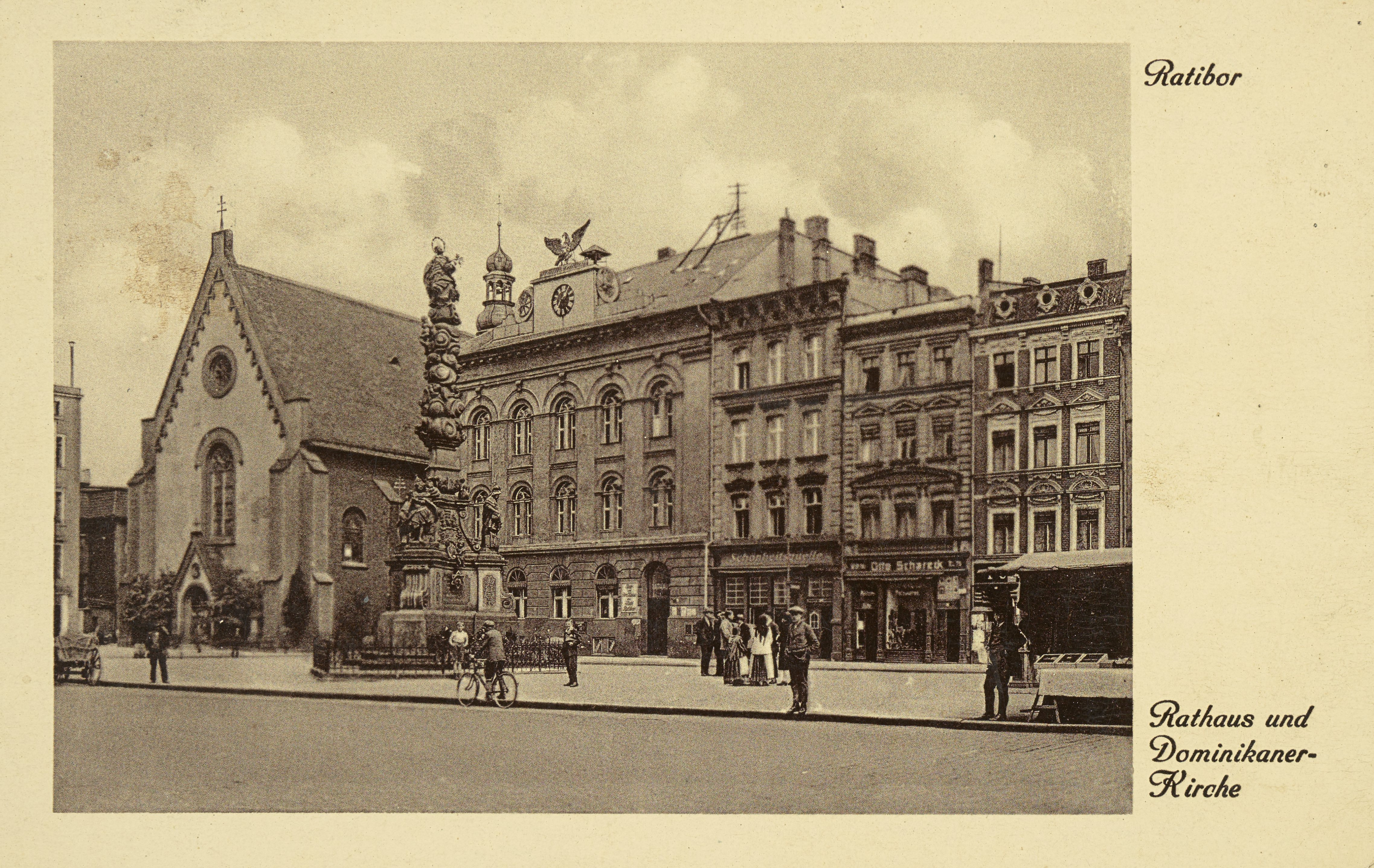
Das frühere Rathaus, Sitz des Gerichtes

Das Land- und Stadtgericht Ratibor war ein preußisches Land- und Stadtgericht mit Sitz in Ratibor.

## Geschichte
Mit der preußischen Städteordnung von 1808 verloren die Magistrate ihre Funktion als Eingangsgerichte und es wurden staatliche Stadtgerichte eingerichtet. Nach dem Ende der Befreiungskriege wurden die staatlichen Gerichte (Stadtgerichte und Justizämter) zu Land- und Stadtgerichten zusammengefasst. In Ratibor entstand so das Land- und Stadtgericht Ratibor. Zuständiges Oberlandesgericht war das Oberlandesgericht Ratibor.
Sein Sprengel umfasste die Stadt Ratibor mit 6558 Einwohnern (1837) und 9 Ortschaften mit 2968 Einwohnern, also zusammen 9526 Gerichtseingesessene. Am Gericht war ein Direktor, zwei Richter, drei Subalterne und zwei Unterbeamte beschäftigt. Es handelte sich um ein Gericht 1. Klasse, d. h. die drei Richter konnten als Spruchkörper gemeinsam Beschlüsse fassen.
Das Gericht hatte seinen Sitz im Rathaus. Gefängniszellen waren im städtischen Rathaus sowie im städtischen Stockhaus vorhanden.
1849 wurden einheitlich Kreisgerichte gebildet. In Ratibor entstand so das Kreisgericht Ratibor.